# مركز وادي عمود
مركز وادي عمود هو مركزٌ سعوديٌ تابعٌ لمحافظة الريث التابعة لمنطقة جازان، في المملكة العربية السعودية. المركز من الفئة (ب)، ورمزه 2367 حسب دليل الترميز الموحد للمناطق الإدارية بالمملكة العربية السعودية.

## القرى التابعة
يتبع المركز عدداً من القرى، منها:
- بشيمة
- خطوة العين
- الفقع
- المناطة
- أروم
- أسفل عمود
- العين
- شواحط